# Гомельское отделение Белорусской железной дороги
Гомельское отделение Белорусской железной дороги (бел. Гомельскае аддзяленне Беларускай чыгункі) — одно из крупнейших предприятий на Белорусской железной дороге. Находится на важнейшем стратегическом перекрестке, связывающем пути с востока на запад, через Гомель осуществляются связи с Москвой, Санкт-Петербургом, Киевом, Минском, многими другими крупными городами и промышленными регионами ближнего и дальнего зарубежья. Расположено на территории Гомельской области, граничит с Россией и Украиной.
В соответствии с приказом Министра путей сообщения СССР от 23 сентября 1946 года было организовано 274 отделения железной дороги, в том числе Гомельское и Жлобинское отделения железной дороги.

## История
Впервые на территории Гомельщины железнодорожная линия прошла в 1873 году от станции Ново-Вилейск до Гомеля, а в 1874 году от Гомеля до Ромны. Сданы в эксплуатацию первые участки Минск—Жлобин и Гомель—Жлобин Ландваро-Роменской железной дороги (в 1877 году переименована в Либаво-Роменскую).
В 1873 году в Гомеле построены Главные мастерские по ремонту подвижного состава, тормозов, спецоборудования. С 1928 года это — паровозовагоноремонтный завод, ныне вагоноремонтный завод. 16 ноября 1873 года — построено паровозное депо Гомель.
В 1874 году — сдан в эксплуатацию участок Гомель—Тереховка. Участок от Красного Берега до станции Тереховка Либаво-Роменской железной дороги и сейчас входит в Гомельское отделение Белорусской железной дороги.
Второе направление Гомельского отделения начало развиваться с открытия в 1886 году Лунинец—Гомельской и в 1887 году Гомель—Брянской железнодорожных линий, вошедших в состав Полесских железных дорог, управление которых находилось в Вильнюсе. Введен в эксплуатацию линии Лунинец—Гомель, Гомель—Брянск. Станция Гомель с этого момента становится железнодорожным узлом.
В 1878 году в Гомеле начало работать Гомельское железнодорожное техническое училище. Училище располагалось в одноэтажном деревянном специально построенном для него здании со стороны вокзала. В 1919 году оно было переименовано в Гомельский железнодорожный техникум (одно из старейших среднетехнических учебных заведений Беларуси).
В 1902 году — вступил в строй участок Витебск—Жлобин.
В 1911 году — участок Василевичи—Хойники.
1915—1916 годы — участок Словечно—Калинковичи—Жлобин.
Для увеличения пропускной способности строятся вторые пути на участках Гомель—Щорс (1902 г.), Гомель—Лунинец (1904 г.), Гомель—Брянск (1913 г.), Жлобин—Орша, Жлобин—Осиповичи (1915 г.).
1919 год — образована Западная железная дорога с управлением в г. Гомеле.
1936 год — в результате разукрупнения железных дорог из Западной железной дороги выделилась Белорусская железная дорога.
На основании постановления Совета Министров СССР от 19.09.1946 «Об организации отделений железных дорог приказом Министра путей сообщения СССР от 23.09.1946 на базе двух отделений Гомельского и Жлобинского и Калинковичского подотдела организовано Гомельское отделение Белорусской железной дороги.
В 1953 году в мае с целью улучшения управления эксплуатационной и хозяйственной деятельностью транспорта БССР осуществлено объединение Белорусской и Минской железных дорог. Управление объединённой железной дороги переведено в город Минск. В освободившемся здании управления железной дороги в Гомеле по улице Кирова был открыт Белорусский институт инженеров железнодорожного транспорта (БИИЖТ, ныне БелГУТ).
В 1955 году были упразднены 29 самостоятельных хозяйственных единиц и предприятий, в том числе Жлобинское отделение железной дороги. В состав Гомельского отделения железной дороги вошли Мозырская дистанция пути, Калинковичская транспортно-экспедиционная контора и Жлобинская погрузочно-разгрузочная контора.
С 1965 года в Гомельском отделении внедряется тепловозная тяга. Тепловозы ТЭ3 в грузовом движении начали эксплуатироваться в депо Калинковичи на участке Калинковичи — Коростень.
В связи со строительством в городе Гомеле Химзавода и завода «Центролит» в 1965 году на 285-м километре бывшего разъезда была введена в эксплуатацию железнодорожная станция Центролит.
В 1967 году паровозное депо Гомель получило собственный парк тепловозов ТЭ3. В этом же году паровозное депо переименовано в локомотивное депо. В 1968 году осуществлен переход на обслуживание пассажирского движения тепловозами ТЭ7 и ТЭП10, в 1970 году — на тепловозы ТЭП60.
Со строительством Мозырского нефтеперерабатывающего завода проложена железнодорожная линия Михалки — Барбаров и в 1975 году образована станция Барбаров (Мозырь — Южный). Для обслуживания вновь построенного Горно-обогатительного комбината была введена в эксплуатацию железнодорожная ветка Тереховка — Круговец, протяженностью 22 километра.
В 1971 году начал курсировать фирменный пассажирский поезд «СОЖ» сообщением Гомель — Москва.
В 1975 году образована Калинковичская дистанция сигнализации и связи.
В 1984 году изменены границы Гомельского отделения железной дороги — в состав отделения включены станции: Рогачёв, Сверково, Лукское, Красный Берег.
В 1987 году введен в эксплуатацию обходной участок Хальч — Жлобин.
Очередное изменение границ Гомельского отделения железной дороги произошло в 1992 году, в которых находится и по настоящее время. Юго-Западной железной дороге передан участок от Словечно до 206 километра (Словечно — Толкачевск); станции Уть, Терюха (Горностаевка — Лисички), станции Иолча, Пересады (Чернигов — Овруч) от Юго-Западной железной дороги были переданы Гомельскому отделению железной дороги.
В 1996 году введено в эксплуатацию здание пригородного вокзала станции Гомель.
В 2013 году открыто движение на электровозной тяге на участке Осиповичи — Жлобин.
В 2015 году введен в эксплуатацию второй путь Жлобин-Пассажирский — Жлобин-Подольский.
17 июня 2016 года осуществлено открытие регулярного движения поездов на электровозной тяге по направлению Гомель — Минск.
27 декабря 2021 года Белорусская железная дорога открыла регулярное движение электропоездов на участке Калинковичи—Светлогорск—Жлобин.
1 ноября 2024 года открыто движение электропоездов по маршруту Минск—Калинковичи—Мозырь.

## Состав
В состав Гомельского отделения железной дороги входит четыре железнодорожных узла: Гомельский, Жлобинский, Калинковичский, Барбаровский и 69 железнодорожных станций.
В распоряжении Гомельского отделения железной дороги почти девятьсот километров главных, станционных и подъездных путей, локомотивные, вагонные депо, многочисленные станции, разъезды, переезды, вокзалы, дистанции пути, сигнализации и связи, гражданских сооружений, защитных лесонасаждений, электроснабжения, культурно-спортивный комплекс, в который входят также Дворец культуры железнодорожников имени В.И.Ленина, стадион «Локомотив» и универсальный спортивный зал игровых видов спорта, санаторий, оздоровительный лагерь для детей «Лесные дали», другие объекты производственной и социальной инфраструктуры.

## Структура
Структура Гомельского отделения железной дороги представляет собой 25 обособленных структурных подразделений (филиалов) и одно дочернее предприятие. Гомельское отделение железной дороги является учредителем транспортно-экспедиционного республиканского дочернего унитарного предприятия «Гомельжелдортранс». Грузовая работа обеспечивается на 26 станциях Гомельского отделения железной дороги.

### Станции
- Станция Гомель[4]
- Станция Жлобин[5]
- Станция Калинковичи[6]
- Станция Барбаров[7]

### Локомотивные депо
- Гомельское локомотивное депо
- Жлобинское локомотивное депо
- Калинковичское локомотивное депо

### Вагонные депо
- Гомельское вагонное депо
- Жлобинское вагонное депо

### Дистанции пути
- Гомельская дистанция пути
- Жлобинская дистанция пути
- Калинковичская дистанция пути

### Дистанции сигнализации и связи
- Гомельская дистанция
- Жлобинская дистанция
- Калинковичская дистанция

## Социальная сфера
- Культурно-спортивный комплекс[8].
- Санаторий РУП «Гомельское отделение Белорусской железной дороги». Открыт в 1964 году как санаторий-профилакторий.
- Оздоровительный лагерь «Лесные дали» (Гомельский район, урочище Студёная Гута).
- База отдыха «Лесные дали» (Гомельский район, урочище Студёная Гута, на берегу реки Сож).
- Музей истории РУП «Гомельское отделение Белорусской железной дороги». Открыт 5 августа 1967 года.